# Anders Berglund (ingenjör)
Anders Leonard Berglund, född 16 september 1869 i Vättaks socken, död 17 juli 1957 i Gimmene, Mölltorps församling, var en svensk ingenjör och industriledare.
Anders Berglund var son till godsägaren David Vilhelm Berglund. Han studerade väg- och vattenbyggnadskonst vid Tekniska högskolan och utexaminerades därifrån 1893. Berglund var 1893-1894 ingenjör vid Ohs sulfitfabrik, 1894-1895 vid Brusafors sulfitfabrik och 1897-1910 överingenjör vid Fors bruk. 1910 blev han disponent och VD för Stjernfors-Ställdalen, och under Berglunds ledning utökades och moderniserades såväl järnbruket som sulfitfabriken. 1937 drog han sig tillbaka från ledningen.